# Asiatosaure
L'asiatosaure (Asiatosaurus, «llangardaix asiàtic») és un gènere de dinosaure sauròpode que va viure al cretaci inferior. Les seves restes fòssils, únicament dents, s'han trobat a la Xina i a Mongòlia.
L'espècie tipus, A. mongolensis, fou descrita per Osborn l'any 1924. A. kwangshiensis fou descrita per Hou, Yeh and Zhao, l'any 1975. Ambdues es classifiquen actualment com a nomina dubia.